# پرووین ایرلاینز
پرووین ایرلاینز (به انگلیسی: Peruvian Airlines) یک شرکت هواپیمایی با کد یاتا P9 است که در ۱ نوامبر ۲۰۰۷ میلادی تأسیس شده و در ۲۹ اکتبر ۲۰۰۸ فعالیتش را آغاز کرده‌است. دفتر مرکزی پرووین ایرلاینز در لیما، پرو واقع شده‌است و به ۹ مقصد، پرواز انجام می‌دهد.